# 체스 타이탄스
체스 타이탄스(Chess Titans)는 체스를 즐기는 컴퓨터 게임으로, 오베론 게임즈에서 개발하였고 윈도우 비스타의 홈 프리미엄, 얼티밋 에디션, 그리고 윈도우 7의 홈 프리미엄, 프로페셔널, 엔터프라이즈, 얼티밋 에디션에 포함되어 있다. 윈도우 8 버전부터 이 게임은 더 이상 내장되어 있지 않다.

## 역사
이 게임은 윈도우 비스타 빌드 5219에 공개적으로 도입되었다.
간단히 "체스"라는 이름의 다른 체스 프로그램이 마이크로소프트 엔터테인먼트 팩 4에 기본 포함되었다. 해당 프로그램은 마이크로소프트의 전 직원이자 체스 엔진 Ziggurat의 개발자 데이비드 노리스(David Norris)가 개발한 것이다.

## 겉모습
이 게임은 완전히 동영상으로 처리되어 있는데, 유리와 같이 보이는 윈도우 에어로와 함께 동작하도록 설계되어 있다. 체스 타이탄스는 윈도우 비스타의 고급 그래픽 사용자 인터페이스(GUI)의 이점을 살리는데, 이를테면 3차원 회전이라든지 체스의 말, 보드를 선택하는 테마를 제공한다. 레벨은 1에서 10까지 선택할 수 있다. 말에 이동방향이 파란색타일로 표시가 되어 초보자도 쉽게 플레이할 수 있다. 되돌리기 기능으로 처음까지 되돌아갈 수 있다. 하지만 기보표시와 저장 분석등은 할 수 없는 단점이 있다.

### 테마
체스 말:
- 도자기
- 유리
- 나무

체스보드:
- 도자기
- 대리석
- 나무

말과 보드의 임의 선택도 가능하다.

## 즐기기
이 게임은 마우스 또는 윈도우용 엑스박스 360 컨트롤러를 사용하여 즐길 수 있다.

### 컴퓨터를 상대로 즐기기
"사람 대 컴퓨터"로 즐기는 방식이다. 말을 선택하면 체스 타이탄스는 말의 이동에 대한 모든 가능성을 화면에 보여 준다. 이 옵션은 꺼 둘 수도 있다.

### 사람을 상대로 즐기기
"사람 대 사람"으로 즐기는 방식이다. 한 사람이 먼저 말을 둘 때 자동으로 180도 회전을 하여, 뒤에 다른 사람이 말을 둘 수 있다. 체스 타이탄스는 사람 두 명의 점수를 모두 저장한다.
하지만 한 대의 컴퓨터에서 번갈아가면서 둬야 하는 단점이 있다. 네트워크 지원을 하지 않으므로 다른 컴퓨터에 상대와 붙으려면 원격 화면을 이용하여 둘 수 있다. 보안상의 위험이 있기에 믿을 수 있는 상대와 하거나 다른 조작을 못하도록 설정하여 원격으로 체스 타이탄스를 즐기면 된다.

## 같이 보기
- 체스
- 체스 (응용 소프트웨어) : 맥 OS X에 포함된 체스 게임